# (37217) 2000 WV135
2000 WV135 (asteroide 37217) é um asteroide da cintura principal. Possui uma excentricidade de 0.09066000 e uma inclinação de 14.25198º.
Este asteroide foi descoberto no dia 20 de novembro de 2000 por LONEOS em Anderson Mesa.